# Чехи в Польше
Чехи в Польше (пол. Czesi w Polsce, чеш. Češi v Polsku) — одно из этнических меньшинств Польши. 
По данным переписи 2002 года в Польше жило 386 чехов.
Большинство из них живут в районе города Зелюв (Лодзинское воеводство, 81 человек), юго-западной части Клодзского повята (Нижнесилезское воеводство, 47 человек) и польской части Тешинской Силезии (61 человек). Также чехи живут в Варшаве.
До Второй мировой войны в Польше жило большое число чехов, особенно в районе Зелюва и Волынском воеводстве (1,5 % населения воеводства). После войны чехи иммигрировали в Чехословакию.
По данным переписи населения 2021 года, 7 818 жителей Польши декларировали чешскую национальность, в том числе 4 035 как первую (из них 3 525 — единственную) и 3 783 как вторую. 3 705 опрошенных считали себя одновременно поляками. По данным переписи населения 2021 года, в Польше 5 328 человек используют чешский язык дома.

## Известные польские чехи
- Густав Холоубек
- Ян Амос Коменский
- Карл Шайноха
- Людвик Свобода
- Леопольд Стафф
- Ян Матейко